# سوني إريكسون W800
سوني إريكسون W800، هو هاتف محمول تم إصداره في عام 2005، وكان أول جهاز لشركة سوني موبايل.

## الخصائص
- الشكل: 54 × 99 × 15 ملم
- الوزن: 104 غرام
- الشاشة: تقنية العرض TFT
- دقة العرض: 320 × 480
- نظام التشغيل: جوجل أندرويد 2.1
- سرعة المعالج: 600 ميغا هرتز
- ذاكرة الرام: 168 ميغابايت
- الكاميرا: 3.2 ميغابكسل
- الذاكرة: الداخلية 128 ميجابايت، والذاكرة الخارجية 16 ميجابايت
- مواصفات أخرى: بلوتوث الإصدار 2.1، واي فاي Wi-Fi b/g، إصدار اليو إس بي microUSB 2.